# NGC 6365
NGC 6365 is een spiraalvormig sterrenstelsel in het sterrenbeeld Draak. Het hemelobject werd op 15 augustus 1884 ontdekt door de Amerikaanse astronoom Lewis A. Swift.

## Synoniemen
- UGC 10833
- IRAS 17222+6212
- MCG 10-25-18
- ZWG 300.20
- KCPG 511B
- VV 232
- Arp 30
- PGC 60171